# 86 Virginis
86 Virginis är en gul jätte i Jungfruns stjärnbild.
Stjärnan har visuell magnitud +5,56 och synlig för blotta ögat vid god seeing. Den befinner sig på ett avstånd av ungefär 405 ljusår.